# Michel Agier
 (juin 2024).
Il peut être nécessaire de l'améliorer pour respecter le principe de neutralité de point de vue. Veuillez consulter la page de discussion pour plus de détails.

 (novembre 2023).
Pour les articles homonymes, voir Agier.
Michel Agier est un ethnologue et anthropologue français, Directeur de recherche émérite à l'Institut de recherche pour le développement et Directeur d'Études à l'École des Hautes Études en Sciences Sociales (EHESS). Ses recherches portent sur les relations entre la mondialisation humaine, les conditions et lieux de l'exil, et la formation de nouveaux contextes urbains.

## Biographie
Michel Agier, formé à l’anthropologie des mondes contemporains et aux études africaines à l’EHESS sous la direction de Marc Augé, a d’abord mené des recherches d’ethnographie urbaine à Lomé (Togo) dans le quartier des étrangers et commerçants haoussas, le Zongo. Le monde haoussa l’a amené à pratiquer une enquête multi-située (entre Lomé et plusieurs villes du Togo, le Ghana et le Burkina Faso), et à s’initier à l’analyse des réseaux, de l’hospitalité et du statut d’étranger. Un séjour et de nouvelles enquêtes à Douala au sud du Cameroun puis à nouveau à Lomé l’ont conduit vers les questions relatives à « l’ethnicisation » dans les contextes urbains et de mobilité sociale. Puis il a développé l’étude des relations ethniques et raciales au Brésil - où il a vécu sept ans (1986-1993) et travaillé dans le cadre de l'Universidade federal da Bahia (UFBA) - et en Colombie à l'Univalle de Cali (1997-1999). Ses terrains l’ont conduit à s’interroger sur les nouveaux imaginaires africains mis en scène dans les rituels de carnaval. Il a analysé la culture afro globale comme une performance et une image de soi dans des contextes de racisme structurel et idéologique, en mettant l'accent sur la prégnance des passés coloniaux et/ou esclavagistes dans les sociétés contemporaines.
En Colombie, dans la région Pacifique et à Cali où il a séjourné à la fin des années 1990, il a d’abord enquêté sur d’autres performances culturelles, puis s’est trouvé face à la réalité de la guerre interne et des déplacements forcés. C’est ce qui l’a conduit, depuis les années 2000, à enquêter et à coordonner des recherches collectives sur ce thème ailleurs dans le monde. Revenant en Afrique, puis en Europe, ses recherches ont porté sur les réfugiés et les migrants dans les marges urbaines et les camps. Une suite d'ethnographies des camps de réfugiés réalisées entre 2000 et 2007 en Afrique subsaharienne et au Proche-Orient ont fait l'objet d'un ouvrage majeur(Gérer les indésirables. Des camps de réfugiés au gouvernement humanitaire, Flammarion, 2008). Il a également conçu et dirigé plusieurs projets collectifs sur ces thèmes, notamment le projet « Paysage global de camps » (soutenu par l'Agence nationale de la recherche, ANR) qui a donné lieu à l’ouvrage collectif (sous sa direction, avec Clara Lecadet) Un Monde de camps (La Découverte, 2014), et le projet « Babels » (Borders Analysis and Borders Ethnographies in Liminal Situations), regroupant une quarantaine de chercheurs et le même nombre de personnes engagées dans le monde associatif, qui a donné lieu à sept petits livres d’enquête regroupés dans l’ouvrage collectif (sous sa direction, avec Stefan Le Courant) Babels. Enquêtes sur la condition migrante (Seuil, Points poche, 2022). À partir de ces terrains, il a construit une théorie critique du gouvernement humanitaire des indésirables, de l’encampement et du cosmopolitisme ordinaire (dans l'ouvrage La Condition cosmopolite, La Découverte, 2013, en anglais Borderlands: Towards a Anthropoloy of the Cosmopolitan Condition, Polity press, 2016, avec notamment les lectures critiques de Rachid Id Yassine et de Michèle Baussant). Son ouvrage Les Migrants et nous - comprendre Babel (2016) est décrit par Libération comme un « véritable manifeste sur la cause des migrants ».

### Ouvrages
- 1983, Commerce et sociabilité. Les négociants soudanais du quartier zongo de Lomé (Togo), Paris, Éditions de l’IRD, 318 p.
- 1995, Imagens e Identidades do Trabalho (avec N. Araujo Castro et A. S. Guimarães), São Paulo, Éditions Hucitec, 186 p.
- 1999, Tumaco : haciendo ciudad. Historia, identidad, cultura (avec M. Alvarez, O. Hoffmann et E. Restrepo), Bogotá, Instituto Colombiano de Antropologia y Historia, IRD, UNIVALLE, 290 p.
- 1999, L'Invention de la ville. Banlieues, townships, invasions et favelas, Paris, Éditions des Archives contemporaines, 176 p.
- 2000, Anthropologie du carnaval. La ville, la fête et l'Afrique à Bahia, Marseille, Éditions Parenthèses/IRD (dif. PUF), 256 p.
- 2002, Aux bords du monde, les réfugiés, Paris, Flammarion, 187 p. (traduction anglaise :  On the Margins of the World, Cambridge, Polity Press, 118 p., 2008).
- 2004, La Sagesse de l’ethnologue, Paris, L’Œil neuf Éditions, 112 p. réédition Presses universitaires de France, collection Quadrige, avec une préface inédite, 2019.
- 2005, Salvador de Bahia : Rome noire, ville métisse, avec des photos de Christian Cravo, Paris, Éditions Autrement, 160 p. (Monde/Photos).
- 2008, Gérer les indésirables. Des camps de réfugiés au gouvernement humanitaire, Paris, Flammarion, 350 p (traduction anglaise : Managing the Undesirables. Refugee Camps and Humanitarian Government, Cambridge, Polity Press, 300 p., 2010)[7].
- 2011, Antropologia da cidade : Lugares, situações, movimentos, São Paulo, Editora Terceiro Nome.
- 2011, Le Couloir des exilés. Être étranger dans un monde commun, Bellecombe-en-Bauge, Éditions du Croquant, 120 p. Prix de l’Écrit Social 2012.
- 2011 (avec Sara Prestianni), Je me suis réfugié là ! Bords de routes en exil], Paris, Éditions Donner lieu, 126 p.
- 2013, Campement urbain. Du refuge naît le ghetto, Paris, Éditions Payot, 144 p.
- 2013, La Condition cosmopolite. L'anthropologie à l'épreuve du piège identitaire, Paris, Éditions La Découverte, 216 p (traduction anglaise, Borderlands, Polity press, 2016).
- 2015, Anthropologie de la ville, Paris, PUF (traduction italienne Antropologia della Città, Ombre corte, 2020).
- 2016, Les migrants et nous. Comprendre Babel, Paris, CNRS éditions, 57 p. (réédition 2023).
- 2018, L'étranger qui vient. Repenser l'hospitalité, Paris, Éditions du Seuil, 150 p. (réédition poche Points 2022 ; traduction anglaise, The Stranger as my Guest. A Critical Anthropology of Hospitality, Polity press, 2020 ; traduction italienne Lo Straniero che viene, Rafaelle Cortina, 2020).
- 2020, Vivre avec des épouvantails. Le monde, les corps, la peur. Éditions Premier parallèle, 160 p.
- 2022, La Peur des autres. Essai sur l'indésirabilité, éditions Rivages (Bibliothèque), 120 p.
- 2024, Ilê Aiyê. A fábrica do mundo afro, São Paulo, editora 34, 175 p.
- 2025, Racisme et culture. Explorations transnationales, Paris, éditions du Seuil, 224 p.

### Collectifs
- 1997, Anthropologues en dangers. L'engagement sur le terrain, Paris, Éditions Jean-Michel Place, 128 p.
- 2002, Les Mots du discours afro-brésilien en débat, Paris, Éditions de la MSH, Cahiers du Brésil contemporain, 2002, no 49-50. Sommaire
- 2007, Terrains d’asiles. Réfugiés, déplacés, sans-papiers face aux dispositifs de contrôle et d’assistance, Asylon(s), Revue en ligne du réseau scientifique TERRA, Paris, novembre 2007, no 2.
- 2011, Paris refuge. Habiter les interstices (quatre récits de F. Bouillon, S. Kassa, C. Girola et A-C. Vallet, réunis et présentés par M. Agier), Bellecombe-en-Bauge, Éditions du Croquant, collection « Carnets d’exil ».
- 2012, Réfugiés, sinistrés, sans-papiers. Politiques de l’exception, Paris, Éditions Tétraèdre/Le Sujet dans la Cité.
- 2012, L’Afrique des banlieues françaises (avec R. Bazenguissa Ganga), Brazzaville, Nsanga-Mvimba, Paris, Éditions Paari, collection Germod.
- 2014, Un monde de camps, (avec Clara Lecadet), Paris, Éditions de La Découverte (septembre 2014).
- 2022, Babels. Enquêtes sur la condition migrante (avec Stefan Le Courant), Paris, éditions Points/Seuil.

## Filmographie
- 2010 : Ulysse clandestin de Thomas Lacoste
- 2017 : Vicente de Nicolas Autheman et Michel Agier https://film-documentaire.fr/4DACTION/w_fiche_film/50970_0